# Attentato ai pub di Birmingham
L'attentato ai pub di Birmingham fu compiuto dalla Provisional IRA il 21 novembre del 1974, e costò la vita a 21 persone. Gli ordigni erano posizionati in due locali nel centro della città inglese, il Mulberry Bush, ospitato al piano terra dell'edificio Rotunda, e il Tavern in the town, in New Street.

## Storia
Alle 20:14 un uomo irlandese telefonò al quotidiano Birmingham Post affermando che c'era una bomba nell'edificio a 17 piani Rotunda, che ospitava il Mulberry Bush Pub. La polizia giunse rapidamente nella zona per cercare di evacuare il pub, che era molto affollato. Solo 11 minuti più tardi, alle 20:25, la bomba esplose, devastando l'affollato bar. La notizia aveva appena raggiunto l'altrettanto affollato Tavern in the Town Pub nelle vicinanze, quando alle 20:27 una seconda bomba esplose. Un terzo ordigno, posizionato all'esterno di una banca in Hagley Road, rimase inesploso.
Nel complesso, quelli del 1974 ai pub di Birmingham furono i più letali attacchi terroristici in Inghilterra sino a quelli del luglio 2005 a Londra; 21 persone furono uccise (dieci al Mulberry Bush e undici al Tavern In the Town) e 182 persone rimasero ferite. Sei persone innocenti, i sei di Birmingham, furono dopo accusate di aver eseguito l'attentato, condannate e tenute in prigione per sedici anni; le loro condanne furono revocate dimostrando che la polizia aveva alterato le prove.
Nel libro Error of Judgement si afferma che Mick Murray (un membro della Provisional IRA arrestato in seguito per altri attentati) abbia detto a Paddy Hill e Johnny Walker (due dei sei di Birmingham) che le cabine telefoniche che era previsto venissero utilizzate per effettuare la telefonata fossero guaste e che quindi fu necessario trovarne un'altra un po' più distante. Trent'anni dopo l'attacco terroristico, lo Sinn Féin ha espresso rammarico per la perdita di vite durante quei fatti.

## Memoriale
Una targa commemorativa per le vittime dell'attentato è situata nel giardino della Cattedrale di St. Philip, a Birmingham.